# Иерихон
Иерихо́н или А́риха (араб. أريحا‎, Ариха; ивр. יְרִיחוֹ‎, Yeriḥo; греч. Ίεριχώ, Иерихо́) — город на территории Палестинской национальной администрации (ПНА) на Западном берегу реки Иордан. Является столицей провинции Иерихон, население 20 416 человек (2006). Расположен на севере Иудейской пустыни, примерно в 7 км к западу от реки Иордан, в 12 км к северо-западу от Мёртвого моря и в 30 км к северо-востоку от Иерусалима.
Один из древнейших непрерывно населённых городов мира, по мнению ряда исследователей, древнейший из них. Многократно упоминается в Библии, где именуется также как «город пальм» (Втор. 34:3, Суд. 3:13, 2Пар. 28:15).
В сентябре 2023 года ЮНЕСКО внесла руины города Иерихон в список объектов всемирного наследия.

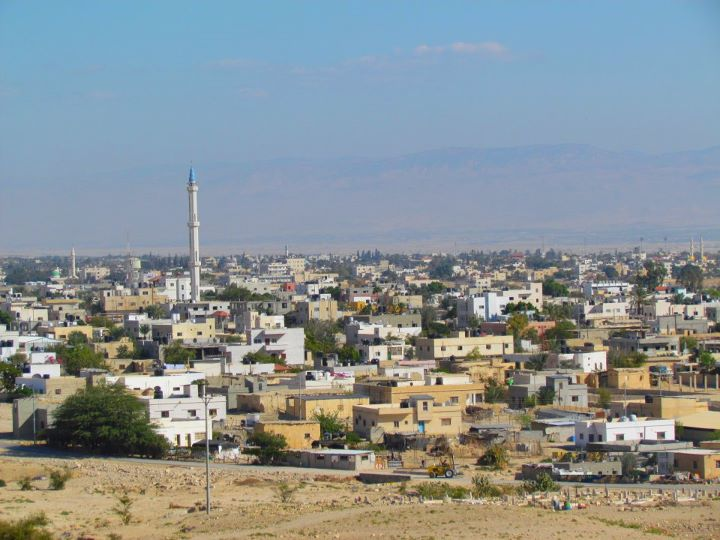
Пригороды Иерихона

## Достопримечательности Иерихона
- Руины древнего Иерихона лежат к западу от центра современного города. Первые следы жизни людей здесь относятся к VIII тысячелетию до н. э. Здесь открыты мощная башня (высота 8 м) эпохи докерамического неолита A (8400—7300 до н. э.), захоронения периода халколита, городские стены бронзового века, связываемые с библейской историей о «иерихонских трубах», руины зимних дворцов (англ. Hasmonean royal winter palaces) династии Хасмонеев и Ирода Великого с банями, бассейнами и пышно украшенными залами. На территории дворцового комплекса находится одна из старейших синагог Израиля (англ. Wadi Qelt), датируемая I веком до н. э., неподалёку найдена синагога византийского периода с хорошо сохранившимся мозаичным полом. У подножия холма Тель-ас-Султан находится источник пророка Елисея, по слову которого, согласно Библии, негодная для питья вода этого источника «стала здоровою до сего дня» (4Цар. 2:19-22). Учёные предполагают, что в окрестных холмах скрываются археологические ценности, сравнимые с Долиной царей в Египте.
- В 3 км севернее современного города расположены руины византийского города и роскошного дворца омейядского халифа Хишама ибн Абд аль-Малика (VIII—IX века).
- К западу от Иерихона возвышается Сорокадневная гора (гора Искушения, гора Каранталь), где, по преданию, Иисус Христос постился сорок дней, искушаемый дьяволом. Сейчас на этом месте расположен православный Монастырь Искушения.
- В Иерихоне, согласно местному преданию, сохранилось дерево Закхея. Упоминаемая в Евангелии смоковница находится на участке, принадлежащем Императорскому Православному Палестинскому обществу[6][7]. На месте где, согласно преданию, находился дом Закхея, в настоящее время расположено Подворье Иоанна Предтечи в Иерихоне Русской духовной миссии.

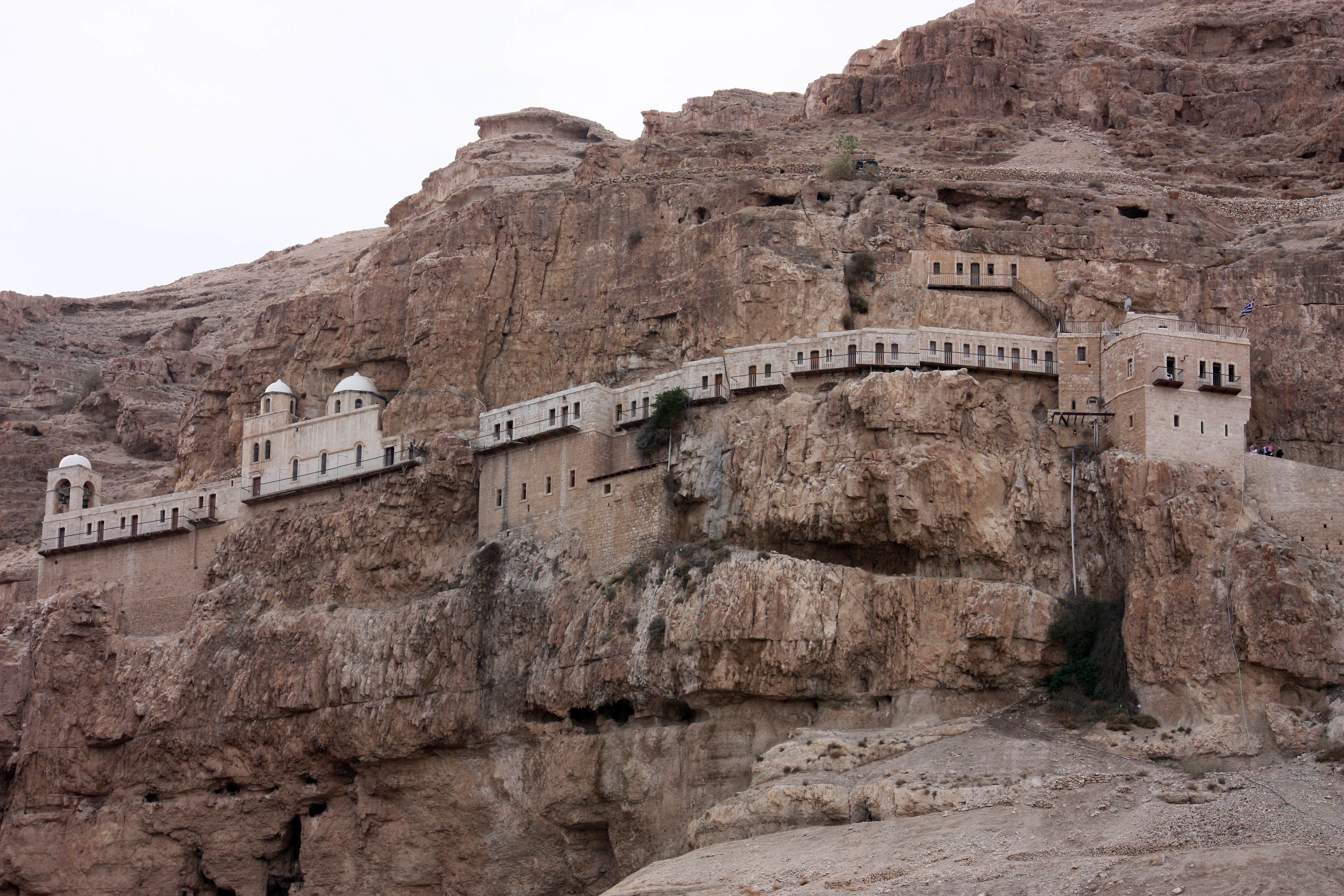
Монастырь Искушения около Иерихона

- Русский музей в Иерихоне.

## Взятие Иерихона Иисусом Навином
В библейской Книге Иисуса Навина рассказывается, что при завоевании евреями Ханаана Иерихон первый подвергся нападению. Укрепления его были так прочны, что евреям не было бы никакой возможности взять его; но стены города пали сами собой от звуков священных труб и, благодаря этому чуду (Нав. 4), город был взят. Всё население было уничтожено (кроме блудницы Раав, спрятавшей лазутчиков). Иерихон подвергся полному разрушению, и было объявлено, что заклятие падёт на всякого, кто решит восстановить его вновь; до царствования Ахава город пребывал в запустении.
Археологического слоя, соответствующего такому разрушению города, найдено не было.

## История

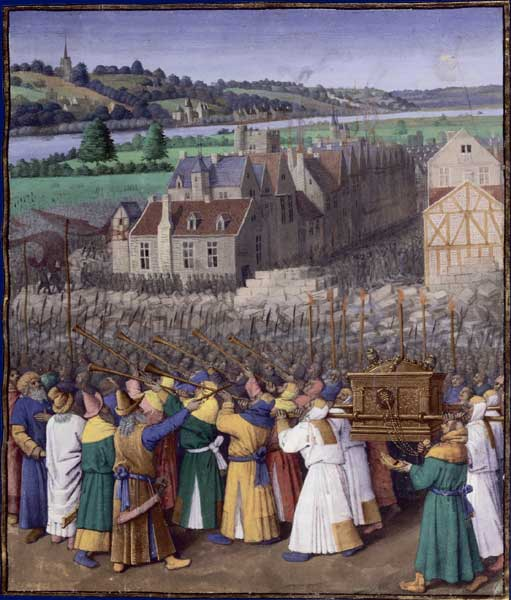
Взятие Иерихона. Миниатюра Жана Фуке

- Натуфийская культура — около 10 000—9600 гг. до н. э., сезонные, а затем постоянные стоянки натуфийских охотников и собирателей.
- Докерамический неолит A — около 9500—8500 гг. до н. э. Здания этого периода имеют круглую форму и построены из саманного кирпича. Очаги располагались внутри и снаружи домов. Обнаружена каменная стена, высотой 3,6 м и шириной в основании 1,8 м. Стена предположительно использовалась для защиты от наводнения, а башня, находящаяся внутри, для религиозных целей.[10]

В среднем бронзовом веке Иерихон был процветающим городом, обнесённым стеной из кирпича-сырца. Согласно исследованиям, опубликованным в сентябре 2021 года в журнале Scientific Reports, в конце среднего бронзового века город был разрушен огнём и ударной волной примерно в 1650 году до н. э. (по другим данным около 1550 года до н. э.) из-за взрыва гигантского ледяного метеорита у поселения Телль-эль-Хаммам, расположенного в 22 километрах от Иерихона. Механизм катастрофы подобен Тунгусскому метеориту 1908 года, мощность взрыва составляла по меньшей мере 10 мегатонн в тротиловом эквиваленте, что превышает мощность атомного взрыва в Хиросиме 1945 года в тысячу раз. Согласно Библии, разрушение Иерихона было одним из эпизодов завоевания Ханаана древними евреями.
Согласно Библии, в царствование Ахава (IX век до н. э.) некий Ахиил нарушил заклятие и восстановил его, потеряв при этом всех своих сыновей. После этого Иерихон опять занял видное положение и играл немалую роль в истории. В римский период Марк Антоний подарил Иерихон Клеопатре, однако Август вернул его Ироду, который построил здесь свой зимний дворец. Во время Иудейской войны 66—73 годов город был разрушен и вновь отстроен императором Адрианом. О нём упоминают Иосиф Флавий, Страбон, Птолемей, Плиний и другие. При Константине I Великом здесь была христианская церковь, с епископом во главе. С течением времени Иерихон стал приходить в упадок. В VII веке после завоевания страны арабами здесь поселились евреи, изгнанные мусульманами с Аравийского полуострова. В ходе сражений между крестоносцами и мусульманами Иерихон был разрушен и лежал в развалинах вплоть до XIX века.

### Раскопки древнего города
Тоблер и Робинсон в середине XIX века вели раскопки холма среди равнины, неподалёку от Иордана, но ничего не нашли. В 1868 году Уоррен тоже копал на холме, и тоже ничего не обнаружил. В 1894 году на тот же холм обратил внимание учёный Блайз, полагая, что под ним всё-таки скрывается Иерихон. Немецкий археолог Эрнст Зеллин в 1899 году изучил поверхность холма и обнаружил несколько черепков ханаанейской посуды. Он пришёл к выводу, что его предшественники были всё же правы: вероятнее всего, под наслоением скрывается древний город. Тем более что здесь сохранилась деревня под названием Эриха.
В 1904 году немцы Тирш и Гельшер побывали здесь и собрали новые данные, указывающие на правильность выводов тех, кто пытался обнаружить Иерихон именно в окрестностях Эрихи. Первооткрывателем считается Зеллин. При своих раскопках В 1907 году он обнаружил дома и часть городской стены с башней (пять рядов каменной кладки и сырцовая кладка высотой 3 метра). В 1908 году Германским восточным обществом были организованы серьёзные раскопки, руководителями работ которых были Зеллин, Ланген-Эггер и Ватцингер. В 1909 году к ним присоединились Нёльдеке и Шульце.
Холм, в плане напоминающий эллипс, протянулся с северо-северо-востока на юго-юго-запад, и город занимал площадь 235 тысяч квадратных метров. Археологи раскопали полностью (на севере) ширину городской стены, равную 3 метрам, открыли вторую городскую стену шириной 1,5 метра.
Был открыт ещё кусок стены на том же северном склоне холма с каменным цоколем и сырцовой кладкой высотой 7 метров. Исследовав площадь 1350 квадратных метров между городскими стенами и пробными северными раскопками, учёные обнаружили в верхних слоях позднее мусульманское кладбище, а в нижних слоях — остатки городских построек.
Раскопки на западной стороне холма обнаружили каменные лестницы, сооружённые после разрушения городских стен, под лестницами также находились остатки значительно более ранних домов. В северной части холма открыты стены хеттского здания (здание «Хилани»). Ближе к восточной стене, которая не сохранилась, раскопаны остатки домов. Неподалёку от внутренней городской стены открыты кварталы, занимаемые домами, а также улица под стеной. На площади 200 квадратных метров к западу обнаружена городская стена и остатки зданий, а под стеной найден византийский некрополь. Возле юго-западной стены раскопаны остатки дома иудейской эпохи.
Первоначально археологи насчитали восемь наслоений, последовательно сменявших один другой:
1. мусульманский, самый поздний, представленный могилами;
2. византийский слой;
3. позднеиудейский, с обломками аттической посуды классической эпохи;
4. древнеиудейский, с обломками аттической посуды классической эпохи (дом над древней стеной);
5. израильский, к которому относятся дом «Хилани», дома в центре (ближе к восточной отсутствующей стене), могилы, лестницы и внешняя городская стена;
6. позднеханаанейский (находки между внешней и внутренней городскими стенами и керамика);
7. древнеханаанейский (остатки города с домами и внешней и внутренней городскими стенами);
8. первоначальный слой (тоже разделяющийся на несколько периодов), к которому относятся дома под внутренней городской стеной, некоторые массивы кирпичей на северо-западе.

Город назывался Лунным из-за культа Луны. Начальный и ханаанский периоды Иерихона, из которых последний обозначается разрушением массивных кирпичных стен на северо-западе и возведением двух городских стен — наружной и внутренней, скрывавших город наподобие двух колец. Особенно неприступен он был с востока, откуда донимали кочевники. Население города и в начальный период, и в ханаанский — было одно и то же. В древнейшем слое найдены кремнёвые орудия, орудия из других камней, так называемые чашечные камни.
После разрушения города начального периода Иерихон несколько сдвинулся к югу холма. Ханаанейские стены возведены уже в 3-2 тысячелетии до н. э. Факт разрушения Зеллин соотнёс с нашествием «четырёх царей Востока», описанным в Книге Бытия.
Двойная крепостная стена Иерихона — исключение для Палестины. Зато у хеттов это обычный способ защиты городов.
Ханаанейский Иерихон красив. В нём ощущаются эгейские и вавилонские мотивы, хотя в основном он самостоятелен. В одном из домов найден каменный божок, аналогичный изделиям Гезера. Погребений ханаанейского периода в городе не обнаружено. Город был разрушен с востока, где уничтожена вся городская стена, и подожжён (всюду следы пожара), после чего некоторое время оставался почти необитаемым. Впрочем, часть населения продолжала жить в Иерихоне, и это археология связывает с поздне-ханаанейским периодом. Период характеризуется так называемой наколотой керамикой. Зеллин посчитал, что на этот раз Иерихон был разрушен израильтянами. В израильскую эпоху в городе долго оставались ханаанейцы, пока целиком не ассимилировались с завоевателями. Однако раскопки начала века показали, что в позднеханаанский период нет никаких следов присутствия другого народа. До нашествия израильтян в середине 2-го тысячелетия до н. э. оставалось ещё несколько столетий… Собственно израильский слой в Иерихоне сам Зеллин датировал XI—IX веками до н. э. Израильский Иерихон характеризуется необычайным оживлением всей жизни города. Сказывалось влияние связей с арамейскими областями. Построены лестницы поверх разрушенных стен, возведена новая импозантная стена.
Построен дворец «Хилани» в хеттском стиле. Город заполнила разноцветная разнообразная керамика, даже стилизованная под металл. Дворец и стену израильского Иерихона строил Хиил, вероятно, наместник царя Ахава. Иерихон сделался центром значительной области, а крепость защищала от моавитян.
В израильском Иерихоне раскопаны погребения. Они совершались во дворах домов. При костяках обнаружены глиняные сосуды. Дети погребались под полом домов.
В конце VIII века до н. э. царство израильское погибло. Были разрушены стены израильского Иерихона, но город не прекратил своего существования. Над ним два свои периода — ранний и поздний — прожил иудейский Иерихон. Город уже не был укреплённым, но в нём кипела жизнь. Ранний иудейский Иерихон был собран у восточного склона холма. Город торговал через финикийские гавани с Кипром и Египтом. Среди находок встречаются кипрские вазы, индийская керамика, аттические и эллинские сосуды, амулеты, божки и демоны. Иудейский город подвергся разрушению при Седекии вавилонским царём Навуходоносором, напавшим внезапно: в домах осталось много утвари. Город был выжжен, и массы людей уведены в плен.
Новый Иерихон стал отстраиваться на севере (в пределах прежнего). При Артаксерксе III уже уведены в плен все жители. Жизнь на холме прекратилась.
До середины II века до н. э. маккавейский город находился в 2—3 км на северо-запад от холма. С конца II века Иерихон опять оживает, правда, тоже не на холме, а у Вади-Кельт. Здесь он и был разрушен в 70 годах I века н. э. Веспасианом.
Но при Адриане город был опять восстановлен. Тогда ещё «живы» были развалины «Хилани», которые почитались, как «дом Раав». И хотя этот дом более поздний, его представляют домом предательницы города, которая помогла Израилю.
С городом Иерихоном Новый Завет связывает рассказ об одном из деяний Иисуса Христа — исцелении «иерихонского слепца»: слепец воззвал к проходящему мимо Христу об исцелении и тот совершил чудо — слепец прозрел.
Город существовал и в VII—IX веках. С XIII века в нём был мусульманский посёлок, который в середине XIX века снёс Ибрагим-паша.
Исследования Зеллина показали, что стены Иерихона действительно упали. Наружная — наружу, внутренняя — внутрь. На несколько десятилетий возник спор: когда? Возможно, что на рубеже XIV—XIII веков до н. э. Эта версия не отвергается частью специалистов.
Дальнейшие события были сопряжены с новыми открытиями. Случайно разорвавшаяся на холме в 1918 году граната помогла раскопать древнюю синагогу.
С 1929 года раскопки в Иерихоне вёл англичанин Джон Гарстанг. В 1935-36 годах он обнаружил нижние слои поселения каменного века. Люди, не знавшие керамики, уже вели оседлый образ жизни. Жили сначала в круглых полуземлянках, а потом в прямоугольных домах. В одном из подобных раскопанных домов обнаружен парадный зал с шестью деревянными столбами — остатки храма. Предметов домашнего обихода учёные здесь не нашли, зато обнаружили много фигурок животных из глины: лошадей, коров, коз, овец, свиней, а также пластические скульптуры символов плодородия. В одном из слоёв доисторического Иерихона обнаружены групповые портреты (скульптуры) мужчин, женщин и детей в натуральную величину (глина на тростниковом каркасе).
Дальнейшие открытия в Иерихоне сделала Кетлин Кеньон в 1953 году. Именно тогда об Иерихоне заговорили как о древнейшем городе мира.
Крепость 8 тысячелетия была окружена толстой каменной стеной с мощными башнями, и ни один из более поздних городов на этом месте не воспроизводил таких мощных башен. Стена ограничивала собою площадь 2,5 га на которой жили примерно 3 тысячи человек. Скорее всего, они занимались торговлей солью с Мёртвого моря.
Древний Иерихон, вероятно, является «родоначальником» традиции отнимать у покойников черепа (похороны без головы). Головы хранились (или хоронились) отдельно от тела. Этот обычай до самых последних лет существовал у самых разных народов земного шара.
Несмотря на значительные недостатки, с которыми были произведены раскопки, даже на то обстоятельство, что учёные непременно желали «подогнать под Библию» многие открытия, главный вклад Эрнста Зеллина и его коллег в науку в том, что история Иерихона перестала быть исчисляемой с Иисуса Навина и учёный мир получил один из древнейших городов Ханаана, уходящий своим началом в 3—4 тысячелетия до н. э.
Наиболее значительные раскопки памятника были проведены британскими экспедициями под руководством Джона Гарстанга в 1930—1936 годах и Кетлин Кеньон в 1952—1958.
Россия намерена провести археологические исследования в Иерихоне и работать над сохранением иерихонской смоковницы (дерева Закхея), находящейся на земельном участке, который исторически принадлежал Императорскому Православному Палестинскому Обществу и был юридически оформлен Палестинской администрацией на российское правительство в 2008 году. Открытие российского музейно-паркового комплекса в Иерихоне, строительство которого закончено в 2011, «стало ещё одной страницей в развитии духовно-культурных связей между Россией и ПНА». Комплекс был торжественно открыт 18 января 2011 года лидерами двух стран Д. А. Медведевым и М. Аббасом. Впоследствии, одна из главных улиц Иерихона была названа «по решению жителей города именем российского президента»

### Современная история
В 1948 году в ходе Арабо-израильской войны 1947—1949 годов Иерихон был занят Трансиорданией, а в 1967 году, после Шестидневной войны, был занят израильскими войсками. В 1993 году в результате Соглашений в Осло была создана Палестинская национальная администрация и Иерихон вошёл в её состав.
После начала Интифады Аль-Аксы в 2000 году въезд израильтянам в Иерихон запрещён за исключением редких случаев, когда израильская армия даёт разрешение на въезд туристическим группам.